# Marc Schiltz
Marc Schiltz (* 10. August 1973 in Luxemburg) ist ein ehemaliger luxemburgischer Basketballspieler.

## Werdegang
Mit dem BBC Résidence Walferdange wurde Schiltz zwischen 1993 und 1997 viermal luxemburgischer Meister. Er trat mit Walferdange auch im Europapokal der Landesmeister an.
1997 wechselte er nach Belgien zum Royal Maccabi Brüssel und gehörte der Mannschaft bis 2000 an. Anschließend spielte Schiltz im selben Land zwei Jahre für TEC Liège. Mit beiden Mannschaften nahm er am Europapokal Korać-Cup teil.
Schiltz war zwischen 1993 und 2002 luxemburgischer Nationalspieler. Er studierte während seiner Laufbahn als Basketballspieler Medizin und wurde anschließend als Arzt tätig.